# Selwa (las)

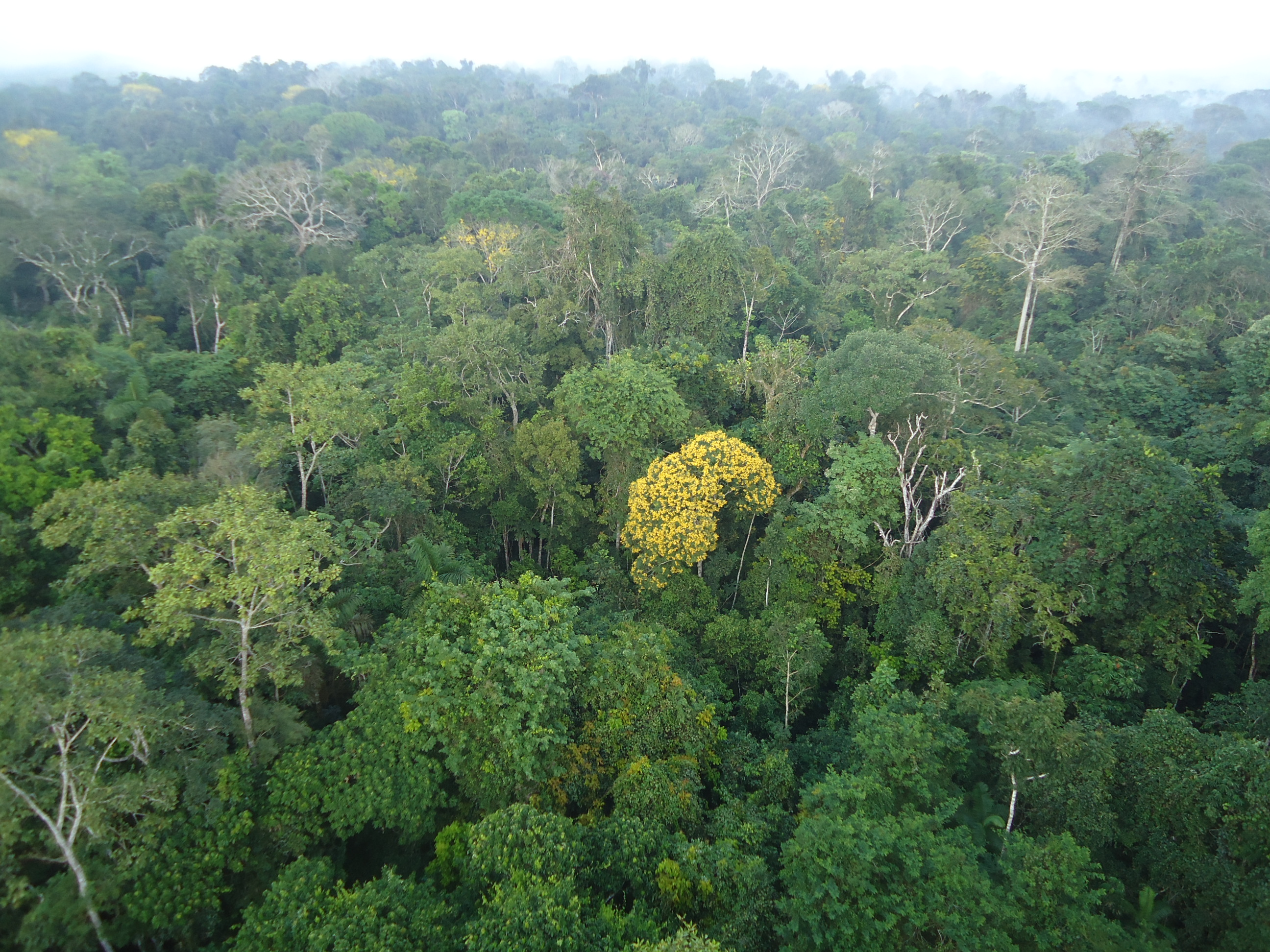
Puszcza amazońska

Selwa, selva, hylea, puszcza amazońska –  największy na Ziemi kompleks wilgotnego lasu równikowego porastający znaczną część dorzecza Amazonki (Niziny Amazonki) w regionie zwanym Amazonią w Ameryce Południowej. Nazwa w języku polskim pochodzi z języka hiszpańskiego, w którym selva (l.mn. – selvas) oznacza las. Nazwa hylea nadana mu została przez Alexandra von Humboldta i Aimé Bonplanda. Lasy deszczowe w Amazonii zajmują ponad 5 milionów km², stanowiąc dominującą formację roślinną całej Amazonii (zajmującej ok. 7 mln km²).

## Warunki fizjograficzne
Selwa wykształca się pod wpływem klimatu równikowego. Średnia temperatura roczna wynosi w obszarze tego kompleksu od 24 do 27 °C i jest mało zmienna w ciągu roku (średnie temperatury poszczególnych miesięcy wahają się od 23 do 29 °C). Opady roczne wynoszą od 2000 do 3000 mm rocznie i cechują się większą sezonowością – najbardziej intensywne są w miesiącach od stycznia do marca, a najmniej od sierpnia do października. Występuje też pewna ich zmienność geograficzna – większe opady (ponad 2500 mm rocznie) występują w zachodniej części kompleksu. Kluczową rolę wpływającą na zróżnicowanie roślinności leśnej w obrębie selwy mają warunki wodne (częstotliwość i długotrwałość zalewów) oraz urzeźbienie powierzchni, na które to czynniki oddziałują w kluczowy sposób wody rzek. 

## Szata roślinna
Lasy Amazonii cechują się wielkim zróżnicowaniem gatunkowym roślin – występuje tu ok. 17 tys. gatunków roślin, przy czym szczególnym bogactwem wyróżnia się warstwa drzew, w której rośnie ok. 1/3 ogólnej liczby gatunków. Występują tu drzewa z bardzo różnych rodzin roślin okrytonasiennych (takich jak np.: bobowate, muszkatołowcowate, czaszniowate, ślazowate, wilczomleczowate, meliowate, wawrzynowate, toinowate, sączyńcowate). Ogromne zróżnicowanie drzew występuje także w skali lokalnej – na jednym hektarze selwy może rosnąć ok. ćwierć tysiąca gatunków drzewiastych. Lasy te cechują się także bogactwem lian (głównie z rodzajów: osmoka Entada, kulczyba Strychnos, Abuta, Bauhinia i Derris) oraz epifitów, głównie z rodzin bromeliowatych i storczykowatych. Gatunki epifityczne stanowią ok. 1/3 całej flory tej formacji. Mimo ogólnych podobieństw do innych lasów równikowych obecnych w Afryce i Azji, tylko ok. 10% występujących tu gatunków jest wspólna z lasami równikowymi innych kontynentów.